# Anomala chromicolor
Anomala chromicolor är en skalbaggsart som beskrevs av Hermann Burmeister 1855. Anomala chromicolor ingår i släktet Anomala och familjen Rutelidae. Inga underarter finns listade i Catalogue of Life.